# 200 mètres masculin aux Jeux olympiques d'été de 1992 (athlétisme)
Navigation
Séoul 1988 Atlanta 1996
L'épreuve du 200 mètres masculin aux Jeux olympiques de 1992 s'est déroulée du 3 au 6 août 1992 au Stade olympique de Montjuic de Barcelone, en Espagne. Elle a été remportée par l'Américain Mike Marsh.

## Résultats

### Finale
| Rang               | Athlète            | Pays        | Temps   | Notes |
| ------------------ | ------------------ | ----------- | ------- | ----- |
| Médaille d'or      | Mike Marsh         | États-Unis  | 20 s 01 |       |
| Médaille d'argent  | Frankie Fredericks | Namibie     | 20 s 13 |       |
| Médaille de bronze | Michael Bates      | États-Unis  | 20 s 38 |       |
| 4                  | Robson da Silva    | Brésil      | 20 s 45 |       |
| 5                  | Olapade Adeniken   | Nigeria     | 20 s 50 |       |
| 6                  | John Regis         | Royaume-Uni | 20 s 55 |       |
| 7                  | Oluyemi Kayode     | Nigeria     | 20 s 67 |       |
| 8                  | Marcus Adam        | Royaume-Uni | 20 s 80 |       |

## Légende
Records et Performances
- AR : Record continental (area record)
- CR : Record des championnats (championship record)
- MR : Record du meeting (meet record)
- NR : Record national (national record)
- OR : Record olympique (olympic record)
- PR : Record paralympique (paralympic record)
- PB : Record personnel (personal best)
- SB : Meilleure performance personnelle de la saison (season's best)
- WL : Meilleure performance mondiale de l'année (world leader)
- WJR : Record du monde junior (world junior record)
- WR : Record du monde (world record)

Circonstances et Conditions
- DNF : N'a pas terminé (did not finish)
- DNS : N'a pas pris le départ (did not start)
- DQ : Disqualification (disqualification)
- NM : Aucun essai valable enregistré (No Mark)
- Q : Qualifié « directement » au prochain tour (ou à la prochaine compétition), lors d'une compétition majeure, grâce au classement ou à la réalisation des minima (automatic qualifier)
- q : Qualifié au prochain tour (ou à la prochaine compétition), lors d'une compétition majeure, grâce au repêchage ou à la réalisation de l'une des meilleures performances parmi celles des « non qualifiés directement » (grâce au meilleur temps ou à la meilleure distance par exemple) (secondary qualifier)